# Pubblica utilità
La pubblica utilità è un concetto utilizzato in diritto, che sta ad indicare qualsiasi cosa che abbia una utilità di tipo pubblico.
In particolare viene riferito qualunque a operazione, edile o meno, risulta o può risultare di interesse pubblico, cioè è un atto volto al miglioramento, alla progressione della collettività e per cui dei cittadini, come nel caso di un interesse pubblico.
È un concetto ricorrente nell'attività della pubblica amministrazione, alcune attività possono essere realizzate proprio per il suo perseguimento, come ad esempio l'espropriazione per pubblica utilità.